# 克羅斯比 (阿拉巴馬州)
克羅斯比（英語：Crosby）是一個位於美國阿拉巴馬州休斯敦縣的非建制地區。該地的面積和人口皆未知。

## 地理
克羅斯比的座標為31°02′20″N 85°05′11″W / 31.03888°N 85.08638°W，而該地的平均海拔高度為43米（即141英尺）。